# Арылахский наслег (Вилюйский улус)
Арылахский наслег — сельское поселение в Вилюйском улусе Якутии Российской Федерации.
Административный центр — село Хампа.

## История
Статус и границы сельского поселения установлены Законом Республики Саха (Якутия) от 30 ноября 2004 года N 173-З N 353-III «Об установлении границ и о наделении статусом городского и сельского поселений муниципальных образований Республики Саха (Якутия)».

## Население
| 2002  | 2010  | 2011  | 2012  | 2013  | 2014  | 2015 |
| ----- | ----- | ----- | ----- | ----- | ----- | ---- |
| 1116  | ↘1051 | ↘1050 | ↘1036 | ↘1006 | ↘987  | ↗997 |
| 2016  | 2017  | 2018  | 2019  | 2020  | 2021  |      |
| ↗1062 | ↘1059 | ↘1047 | ↘1027 | ↘1010 | ↗1012 |      |

## Состав сельского поселения
| № | Населённый пункт | Тип населённого пункта       | Население |
| - | ---------------- | ---------------------------- | --------- |
| 1 | Хампа            | село, административный центр | ↗1012     |